# Hieronyma macrocarpa
Hieronyma macrocarpa är en emblikaväxtart som beskrevs av Johannes Müller Argoviensis. Hieronyma macrocarpa ingår i släktet Hieronyma och familjen emblikaväxter. Inga underarter finns listade i Catalogue of Life.